# Пещанський Дмитро Сергійович
Дмитро Сергійович Пещанський (1883 р. — 19?? р.) — вихідець з Полтавщини, юрист за фахом, колишній член ЦК УСДРП. Репресований у період з 1948 по 1953 рр.

## Життя до репресії та арешт
Після Лютневої революції він входив до складу Лубенської міської думи, а згодом короткий час очолював її. Його прізвище, як і багато інших, тоді було переплутане (подане як Песчанский і Піщанський). Про цю особу йшлося й у спецповідомленнях до ЦК КП(б)У і МДБ СРСР про «актуальні агентурні розробки за квітень-грудень 1948 р.», підписаних Міністром державної безпеки УРСР С. Савченком. Зазначалося, що триває вивчення його справи, ведеться агентурне спостереження, а органи держбезпеки готують арешт Д. Пещанського найближчим часом.
Репресії 30-их оминули його. Але в переддень нападу Німеччини на СРСР — 21 червня 1941 р. — він був арештований у Києві, де після отримання вищої юридичної освіти в тамтешньому університеті займався адвокатською практикою. Підставою для затримання стали його доволі відверті висловлювання про радянську владу.
У перші дні нацистської агресії його разом з іншими в'язнями столичних тюрем евакуювали до Новосибірська. Слідство затягнулося аж до лютого 1942 р. У тюрмі він потрапив до карцеру, де утримувався в нелюдських умовах: 6 діб стояв, занурений по кісточки у власну замерзлу сечу. Втім, він не визнав інкримінованих йому обвинувачень в антирадянській агітації. Слідчі у своєму висновку просили дати йому 10 років таборів, але Особлива нарада при НКВС СРСР, замість позбавлення волі, 5 квітня 1942 р. засудила його до заслання у Красноярський край на 5 років, рахуючи строк від 23 червня 1941 р.

## Після виходу на волю
Після вичерпання терміну покарання він повернувся до Києва і знову потрапив у поле зору органів держбезпеки. Його арештували 2 листопада 1948 р. Йому інкримінували «антирадянську діяльність: розповсюдження неправдивої інформації про вождя партії і радянського народу». Окрім цього, зазначалося, що він «націоналістично налаштований і позитивно відгукувався про діяльність бандерівських банд у Західній Україні, а репресії проти них розглядав як незаконну діяльність та порушення Конституції. Бандерівські банди іменував „народним рухом“… вихваляв життя за кордоном».
За два з половиною місяці, 26 лютого 1949 р., ОН при МДБ СРСР засудила Д. Пещанського до 10 років таборів. Він відбував своє повторне неправосудне покарання в одному з новостворених особливих таборів — Дубравлагу.